# Sulfadiazine
Sulfadiazine là một loại kháng sinh. Sử dụng cùng với pyrimethamine, nó được dùng để chữa trị chứng toxoplasmosis. Đây là phương pháp điều trị thứ hai cho viêm tai giữa, phòng sốt thấp khớp, chancroid, chlamydia và nhiễm trùng do Haemophilus influenzae. Nó được uống. Các phản ứng phụ thường gặp bao gồm buồn nôn, tiêu chảy, nhức đầu, sốt, nổi ban, trầm cảm, và viêm tụy. Không nên dùng ở những người có vấn đề về gan nặng, các vấn đề về thận hoặc porphyria. Nếu được sử dụng trong thời kỳ mang thai nó có thể làm tăng nguy cơ bệnh vẩy nến ở bé.  Nó được cho là an toàn khi cho con bú sữa mẹ nếu đứa trẻ khỏe mạnh. Nó nằm trong nhóm thuốc sulfonamide. 
Sulfadiazine đã được chấp thuận cho sử dụng y tế ở Hoa Kỳ vào năm 1941. Nó nằm trong Danh sách các thuốc thiết yếu của WHO, loại thuốc có hiệu quả và an toàn nhất trong hệ thống y tế. Sulfadiazine có sẵn dưới dạng thuốc generic. Chi phí bán buôn ở các nước đang phát triển khoảng 2,70 đến 7,32 USD một tháng. Ở Hoa Kỳ điều trị chi phí hơn 200 USD một tháng. 